# Das Laster
Das Laster ist ein deutsches Stummfilmdrama aus dem Jahr 1915 von Richard Oswald mit Alfred Abel.

## Handlung
Thematisiert wird der Alkoholismus, der sich bisweilen zu einer fürchterlichen Familientradition ausweiten kann. Paul ist der Sohn eines Trinkers. Dieser wird eines Tages in einem Wirtshaus erschlagen. Trotz des schlechten Vorbildes durch den Vater vermag auch Paul nicht vom Alkohol zu lassen und greift, trotz guter Vorsätze, immer häufiger zur Schnapsflasche und verfällt, wie schon der Vater, zunehmend. Eines Tages kommt es in seinem Suff zur Katastrophe.

## Produktionsnotizen
Das Laster war der erste Film der im Januar 1915 gegründeten Greenbaum-Film in Berlin-Weißensee. Er passierte die Zensur im März 1915 und wurde am 12. März 1915 in den Kammerlichtspielen am Potsdamer Platz uraufgeführt. Die Länge betrug 1133 Meter, verteilt auf vier Akte. 

## Kritik
„Noch niemals haben wir das Ende des Trinkers bis zum letzten Stadium des Delirium tremens so packend und aufregend dargestellt gefunden, wie es die Kunst Alfred Abels zustande bringt. Das, was wir hier auf dem Film sehen, ist eine Leistung, die wohl zu den gewaltigsten zählt, die bisher künstlerische Gestaltungskraft zu schaffen vermochte.“